# Liste kantonaler Volksabstimmungen des Kantons Uri
Die Liste kantonaler Volksabstimmungen des Kantons Uri zeigt die Volksabstimmungen des Kantons Uri von 1999 bis 2024.

## Abstimmungen
Legende:
| O | Obligatorisches Referendum |
| F | fakultatives Referendum    |
| A | Antrag                     |
| I | Initiative                 |
| B | Behördenreferendum         |

### 2024
| Datum      |   | Titel der Vorlage                                                       | Anteil Ja-Stimmen | Resultat   |
| ---------- | - | ----------------------------------------------------------------------- | ----------------- | ---------- |
| 24.11.2024 | I | Kantonale Volksinitiative «Isleten für alle»                            | 33,58 %           | Angenommen |
| 22.09.2024 | A | Teilrevision des Gesetzes über die direkten Steuern im Kanton Uri (StG) | 63,54 %           | Angenommen |
| 22.09.2024 | A | Energieverordnung des Kantons Uri (EnV)                                 | 35,78 %           | Angenommen |
| 03.03.2024 | A | Teilrevision des kantonalen Umweltgesetzes                              | 69,79 %           | Angenommen |
| 03.03.2024 | A | Teilrevision des Polizeigesetzes                                        | 75,94 %           | Angenommen |

### 2023
| Datum      |   | Titel der Vorlage | Anteil Ja-Stimmen | Resultat   |
| ---------- | - | --- | ----------------- | ---------- |
| 22.10.2023 | A | Totalrevision des Energiegesetzes des Kantons Uri                                                                                              | 68,44 %           | Angenommen |
| 22.10.2023 | A | Totalrevision des Gesetzes über den Schutz von Personendaten (Kantonales Datenschutzgesetz; KDSG)                                              | 77,59 %           | Angenommen |
| 22.10.2023 | A | Teilrevision des Gesetzes über die Urner Kantonalbank (UKBG)                                                                                   | 72,93 %           | Angenommen |
| 22.10.2023 | A | Beitritt zur Interkantonalen Vereinbarung über die Beiträge für die ärztliche Weiterbildung (WFV)                                              | 73,77 %           | Angenommen |
| 22.10.2023 | A | Kreditbeschluss für den Neubau Fussgängertunnel und Sicherungsmassnahmen Harderband, Weg der Schweiz, in der Gemeinde Seedorf (Ortsteil Bauen) | 54,37 %           | Angenommen |
| 12.03.2023 | A | Gesetz über die Ausnahmen vom Anwendungsbereich der Interkantonalen Vereinbarung über das öffentliche Beschaffungswesen                        | 79,81 %           | Angenommen |
| 12.03.2023 | A | Kreditbeschluss für einen Kantonsbeitrag an das Sanierungsprojekt 2023 bis 2030 des Theaters Uri                                               | 75,96 %           | Angenommen |

### 2022
| Datum      |   | Titel der Vorlage                                                                                        | Anteil Ja-Stimmen | Resultat   |
| ---------- | - | --- | ----------------- | ---------- |
| 25.09.2022 | A | Totalrevision des Gesetzes über die obligatorische Gebäudeversicherung (Gebäudeversicherungsgesetz; GVG) | 79,19 %           | Angenommen |
| 25.09.2022 | A | Totalrevision des Gesetzes über Schule und Bildung (Bildungsgesetz)                                      | 71,22 %           | Angenommen |
| 25.09.2022 | A | Kredit für das Hochwasserschutzprojekt Erstfeld innerorts                                                | 84,97 %           | Angenommen |
| 25.09.2022 | A | Kredit für die Nebenbauten auf dem Areal des Kantonsspitals Uri                                          | 74,29 %           | Angenommen |
| 15.05.2022 | A | Änderung des Gesetzes über die direkten Steuern im Kanton Uri (StG) (Vereinfachung des Schätzungswesens) | 78,16 %           | Angenommen |

### 2021
| Datum      |   | Titel der Vorlage                                                                                             | Anteil Ja-Stimmen | Resultat   |
| ---------- | - | --- | ----------------- | ---------- |
| 28.11.2021 | A | Baukredit für den Ersatzneubau des Werkhofs Betrieb Kantonsstrassen                                           | 68,81 %           | Angenommen |
| 26.09.2021 | A | Änderung der Verfassung des Kantons Uri (Stimmrechtsalter 16)                                                 | 31,58 %           | Angenommen |
| 26.09.2021 | A | Änderung des Gesetzes über die geheimen Wahlen, Abstimmungen und die Volksrechte (WAVG) (Stimmrechtsalter 16) | 32,13 %           | Angenommen |
| 26.09.2021 | A | Gesetz über die Förderung der Kultur im Kanton Uri (Kulturförderungsgesetz; KFG)                              | 62,89 %           | Angenommen |
| 26.09.2021 | A | Gesetz über die amtliche Publikation (Publikationsgesetz; PuG)                                                | 71,87 %           | Angenommen |
| 13.06.2021 | A | Kreditbeschluss für die Anschubfinanzierung der neuen Wäscherei Stiftung Behindertenbetriebe Uri              | 80,73 %           | Angenommen |

### 2020
| Datum      |   | Titel der Vorlage | Anteil Ja-Stimmen | Resultat   |
| ---------- | - | --- | ----------------- | ---------- |
| 29.11.2020 | A | Änderung der Verfassung des Kantons Uri (Schaffung Notrechtsklausel)                                                  | 63,34 %           | Angenommen |
| 27.09.2020 | A | Änderung des Gesetzes über die direkten Steuern im Kanton Uri (StG 2020 – Quellensteuer)                              | 78,76 %           | Angenommen |
| 27.09.2020 | A | Änderung des kantonalen Fuss- und Wanderweggesetzes (KFWG)                                                            | 68,53 %           | Angenommen |
| 27.09.2020 | O | Aufgabenteilung und Teilrevision des Finanz- und Lastenausgleichs zwischen dem Kanton und den Gemeinden im Kanton Uri | 69,50 %           | Angenommen |
| 27.09.2020 | A | Änderung des Gesetzes über die Familienzulagen (Gegenvorschlag zur Volksinitiative «Angemessene Familienzulagen»)     | 67,99 %           | Angenommen |
| 27.09.2020 | A | Änderung des Gesetzes über den Ausstand                                                                               | 80,24 %           | Angenommen |
| 27.09.2020 | A | Kredit für die Umsetzung der ersten Tranche des Radwegkonzepts                                                        | 68,96 %           | Angenommen |

### 2019
| Datum      |   | Titel der Vorlage                                                                             | Anteil Ja-Stimmen | Resultat   |
| ---------- | - | --------------------------------------------------------------------------------------------- | ----------------- | ---------- |
| 20.10.2019 | A | Teilrevision des Gesetzes über die direkten Steuern im Kanton Uri (StG 2019 – Umsetzung STAF) | 69,59 %           | Angenommen |
| 20.10.2019 | A | Verpflichtungskredit zur Digitalisierung der Steuerprozesse natürliche Personen               | 73,72 %           | Angenommen |
| 19.05.2019 | A | Änderung der Verfassung des Kantons Uri (Ausdehnung des Majorzwahlsystems)                    | 57,49 %           | Angenommen |
| 19.05.2019 | A | Änderung des Gesetzes über die Verhältniswahl des Landrats (Proporzgesetz)                    | 68,43 %           | Angenommen |
| 10.02.2019 | I | Volksinitiative «Zur Regulierung von Grossraubtieren im Kanton Uri»                           | 70,22 %           | Angenommen |

### 2018
| Datum      |   | Titel der Vorlage                                                                                    | Anteil Ja-Stimmen | Resultat   |
| ---------- | - | --- | ----------------- | ---------- |
| 25.11.2018 | A | Änderung der Kantonsverfassung (Änderung der Gerichtsorganisation)                                   | 80,02 %           | Angenommen |
| 25.11.2018 | A | Änderung des Gesetzes über die Organisation der richterlichen Behörden (Gerichtsorganisationsgesetz) | 78,89 %           | Angenommen |
| 25.11.2018 | A | Gesetz zum Haushaltsgleichgewicht des Kantons Uri                                                    | 76,07 %           | Angenommen |
| 25.11.2018 | O | Änderung des Gesetzes über die direkten Steuern im Kanton Uri                                        | 75,91 %           | Angenommen |

### 2017
| Datum      |   | Titel der Vorlage                                    | Anteil Ja-Stimmen | Resultat   |
| ---------- | - | ---------------------------------------------------- | ----------------- | ---------- |
| 24.09.2017 | A | Gesetz über das Kantonsspital Uri                    | 87,20 %           | Angenommen |
| 24.09.2017 | A | Kredit für den Um- und Neubau des Kantonsspitals Uri | 85,49 %           | Angenommen |
| 21.05.2017 | A | Änderung der Kantonsverfassung (Gemeindegesetz)      | 74,72 %           | Angenommen |

### 2016
| Datum      |   | Titel der Vorlage | Anteil Ja-Stimmen | Resultat   |
| ---------- | - | --- | ----------------- | ---------- |
| 25.09.2016 | A | Gesetz über die Förderung von Kindern und Jugendlichen im Kanton Uri (Kantonales Kinder- und Jugendförderungsgesetz, KKJFG) | 64,28 %           | Angenommen |
| 25.09.2016 | A | Aufhebung des Gesetzes über die Rindviehversicherung von 1971                                                               | 75,49 %           | Angenommen |
| 25.09.2016 | F | Änderung der Nebenamtsverordnung; Referendum «Nein – auch dieses Mal!»                                                      | 34,15 %           | Abgelehnt  |
| 05.06.2016 | A | Gesetz zur Besetzung von Behörden                                                                                           | 72,35 %           | Angenommen |
| 05.06.2016 | A | Gesetz über die finanzielle Unterstützung des Schwimmbads Altdorf (Schwimmbadfinanzierungsgesetz)                           | 71,16 %           | Angenommen |
| 05.06.2016 | A | Änderung des Gesundheitsgesetzes (Förderung der medizinischen Grundversorgung)                                              | 62,51 %           | Angenommen |
| 28.02.2016 | A | Kredit für die Erweiterung des Berufs- und Weiterbildungszentrums Uri (bwz uri)                                             | 87,87 %           | Angenommen |

### 2015
| Datum      |   | Titel der Vorlage | Anteil Ja-Stimmen | Resultat   |
| ---------- | - | --- | ----------------- | ---------- |
| 15.10.2015 | A | Teilrevision des Gesetzes über die direkten Steuern im Kanton Uri                                                                 | 73,58 %           | Angenommen |
| 15.10.2015 | A | Rahmenkredit für das Strassenbauprogramm (Periode 2015 – 2020; Umsetzung der West-Ost Verbindung)                                 | 52,4 %            | Angenommen |
| 14.06.2015 | A | Änderung des Gesetzes über die Einführung des Schweizerischen Strafgesetzbuchs (Regelung der vollzugsrechtlichen Sicherheitshaft) | 82,31 %           | Angenommen |
| 14.06.2015 | A | Änderung der Gewässernutzungsverordnung (Verfahren und Entscheid bei Konkurrenzsituationen)                                       | 67,02 %           | Angenommen |
| 14.06.2015 | A | Kreditbeschluss Erweiterung Wohnbau Phönix (Abschreibung und Verzinsung)                                                          | 80,15 %           | Angenommen |

### 2014
| Datum      |   | Titel der Vorlage                                                                                           | Anteil Ja-Stimmen | Resultat   |
| ---------- | - | --- | ----------------- | ---------- |
| 28.09.2014 | O | Änderung des Gesetzes über die Urner Kantonalbank                                                           | 78,58 %           | Angenommen |
| 28.09.2014 | O | Änderung des Gesetzes über den Finanz- und Lastenausgleich zwischen dem Kanton und den Gemeinden (FiLaG)    | 78,52 %           | Angenommen |
| 28.09.2014 | A | Kreditbeschluss für die Planung des Um- und Neubaus des Kantonsspitals Uri in der Höhe von 3,0 Mio. Franken | 86,09 %           | Angenommen |
| 09.02.2014 | A | Aufhebung des Gesetzes über die Filmzensur im Kanton Uri                                                    | 88,54 %           | Angenommen |

### 2013
| Datum      |   | Titel der Vorlage                                                                                               | Anteil Ja-Stimmen | Resultat   |
| ---------- | - | --- | ----------------- | ---------- |
| 22.09.2013 | A | Änderung der Kantonsverfassung (im Zusammenhang mit Verfahrenserleichterungen bei zukünftigen Gemeindefusionen) | 56,60 %           | Angenommen |
| 22.09.2013 | A | Gemeindestrukturreform (GSR) zur Stärkung der Gemeinden durch freiwillige Gemeindefusionen                      | 46,94 %           | Abgelehnt  |
| 22.09.2013 | A | Änderung des Polizeigesetzes (PolG)                                                                             | 75,45 %           | Angenommen |
| 22.09.2013 | O | Änderung des Wirtschaftsförderungsgesetzes (WFG)                                                                | 69,48 %           | Angenommen |
| 09.06.2013 | O | Strassengesetz (StrG)                                                                                           | 64,28 %           | Angenommen |

### 2012
| Datum      |   | Titel der Vorlage                                                                                         | Anteil Ja-Stimmen | Resultat   |
| ---------- | - | --- | ----------------- | ---------- |
| 23.09.2012 | O | Änderung der Kantonsverfassung im Zusammenhang mit der Einführung eines obligatorischen Kindergartenjahrs | 53 %              | Angenommen |
| 23.09.2012 | O | Änderung des Gesetzes über die Familienzulagen (FZG)                                                      | 75,6 %            | Angenommen |
| 23.09.2012 | O | Änderung des Gesetzes über Schule und Bildung (Schulgesetz)                                               | 57,66 %           | Angenommen |
| 23.09.2012 | O | Gesetz über die Förderung des Tourismus (Tourismusgesetz; TourG)                                          | 72 %              | Angenommen |
| 23.09.2012 | A | Kreditbeschluss Sanierung Schwimmbads Altdorf (Sanierungspaket 2010 bis 2012)                             | 75,93 %           | Angenommen |
| 23.09.2012 | I | Volksinitiative «Kopf- anstatt Parteiwahlen»                                                              | 42,5 %            | Abgelehnt  |
| 15.04.2012 | A | Änderung der Kantonsverfassung zur Kinder- und Jugendförderung                                            | 48,83 %           | Abgelehnt  |
| 15.04.2012 | I | Kreditbeschluss über Investitionen an der Kantonalen Mittelschule Uri                                     | 47,9 %            | Abgelehnt  |
| 15.04.2012 | I | Volksinitiative «Jugendhaus für Uri»                                                                      | 21,04 %           | Abgelehnt  |

### 2011
| Datum      |   | Titel der Vorlage                                                                                            | Anteil Ja-Stimmen | Resultat  |
| ---------- | - | --- | ----------------- | --------- |
| 15.05.2011 | I | Volksinitiative «Für mehr Sicherheit im Gotthardstrassentunnel und eine starke Urner Volkswirtschaft»        | 43,09 %           | Abgelehnt |
| 13.02.2011 | A | Änderung der Kantonsverfassung zur Unvereinbarkeit von Landratsmandat und Angestelltenverhältnis beim Kanton | 48,35 %           | Abgelehnt |
| 13.02.2011 | A | Gesetz über die Unvereinbarkeit von Landratsmandat und Anstellungsverhältnis bei der Kantonsverwaltung       | 48,37 %           | Abgelehnt |

### 2010
| Datum      |   | Titel der Vorlage | Anteil Ja-Stimmen | Resultat   |
| ---------- | - | --- | ----------------- | ---------- |
| 28.11.2010 | A | Änderung der Verfassung des Kantons Uri im Zusammenhang mit dem Gesetz über das Kantons- und Gemeindebürgerrecht                             | 54,69 %           | Angenommen |
| 28.11.2010 | A | Beitritt des Kantons Uri zur Interkantonalen Vereinbarung über die Zusammenarbeit im Bereich der Sonderpädagogik (Sonderpädagogik-Konkordat) | 54,64 %           | Angenommen |
| 28.11.2010 | O | Botschaft zum Kantonalen Bürgerrechtsgesetz (KBüG) und zur Änderung der Kantonsverfassung                                                    | 54,69 %           | Angenommen |
| 28.11.2010 | O | Gesetz über das Kantons- und Gemeindebürgerrecht (Kantonales Bürgerrechtsgesetz, KBüG)                                                       | 54,69 %           | Angenommen |
| 26.09.2010 | O | Änderung der Verfassung des Kantons Uri (im Zusammenhang mit der Änderung des Gesetzes über die Organisation der richterlichen Behörden)     | 66,93 %           | Angenommen |
| 26.09.2010 | A | Änderung des Gesetzes über das Reussdelta | 77,39 %           | Angenommen |
| 26.09.2010 | O | Änderung des Gesetzes über die Organisation der richterlichen Behörden (Gerichtsorganisationsgesetz, GOG)                                    | 66,53 %           | Angenommen |
| 26.09.2010 | A | Gesetz über die direkten Steuern im Kanton Uri                                                                                               | 83,13 %           | Angenommen |
| 13.06.2010 | A | Änderung der Nebenamtsverordnung | 32,54 %           | Abgelehnt  |
| 13.06.2010 | A | Planungs- und Baugesetz | 60,28 %           | Angenommen |

### 2009
| Datum      |   | Titel der Vorlage                                                                                 | Anteil Ja-Stimmen | Resultat   |
| ---------- | - | ------------------------------------------------------------------------------------------------- | ----------------- | ---------- |
| 29.11.2009 | B | Änderung des Gesetzes über den Ladenschluss und die Sonntagsruhe (LSG)                            | 34,05 %           | Abgelehnt  |
| 29.11.2009 | B | Änderung des Gesetzes über Gesetzes über die Motorfahrzeugsteuern                                 | 30,61 %           | Abgelehnt  |
| 27.09.2009 | B | Änderung des Gesetzes über die geheimen Wahlen, Abstimmungen und die Volksrechte (WAVG)           | 56,72 %           | Angenommen |
| 27.09.2009 | B | Änderung des Gesetzes über Schule und Bildung (Schulgesetz)                                       | 33,91 %           | Abgelehnt  |
| 27.09.2009 | B | Interkantonale Vereinbarung über die Harmonisierung der obligatorischen Schule (HarmoS-Konkordat) | 31,08 %           | Abgelehnt  |
| 27.09.2009 | B | Kantonsbeitrag an den Neubau der Therapiestelle am Heilpädagogischen Zentrum Uri                  | 79,14 %           | Angenommen |
| 17.05.2009 | A | Änderung der Verordnung über die Berufs- und Weiterbildung                                        | 50,47 %           | Angenommen |
| 17.05.2009 | B | Änderung des Gesundheitsgesetzes                                                                  | 20,14 %           | Abgelehnt  |
| 17.05.2009 | I | Volksinitiative «Aktives Stimm- und Wahlrecht 16»                                                 | 31,08 %           | Abgelehnt  |
| 08.02.2009 | O | Kreditbeschluss für das Hochwasserschutzprogramm Uri                                              | 87,67 %           | Angenommen |

### 2008
| Datum      |   | Titel der Vorlage                                                                                 | Anteil Ja-Stimmen | Resultat   |
| ---------- | - | ------------------------------------------------------------------------------------------------- | ----------------- | ---------- |
| 30.11.2008 | O | Gesetz über die Harmonisierung amtlicher Register (Kantonales Registerharmonisierungsgesetz, KRG) | 74,17 %           | Angenommen |
| 30.11.2008 | O | Polizeigesetz                                                                                     | 76,81 %           | Angenommen |
| 28.09.2008 | O | Änderung des Gesetzes über die direkten Steuern im Kanton Uri (StG)                               | 76,24 %           | Angenommen |
| 28.09.2008 | O | Abstimmung über die Tarifordnung der Abwasser Uri                                                 | keine Angaben     | kA         |
| 28.09.2008 | O | Gesetz über die Familienzulagen (FZG)                                                             | 77,33 %           | Angenommen |
| 01.06.2008 | O | Gesetz über die Einführung der neuen Bundesrechtspflege im Kanton Uri                             | 67,41 %           | Angenommen |
| 01.06.2008 | O | Gesundheitsgesetz                                                                                 | 60,28 %           | Angenommen |
| 24.02.2008 | O | Kantonsbeitrag für den Ausbau des Schwimmbads Moosbad, Altdorf                                    | 80,75 %           | Angenommen |
| 24.02.2008 | O | Volksinitiative «für massvolle Abstimmungsinformationen statt Behördenpropaganda»                 | 33,93 %           | Abgelehnt  |

### 2007
| Datum      |   | Titel der Vorlage                                                                                         | Anteil Ja-Stimmen | Resultat   |
| ---------- | - | --- | ----------------- | ---------- |
| 25.11.2007 | O | Änderung des Gesetzes über den Schutz von Personendaten                                                   | 73,63 %           | Angenommen |
| 25.11.2007 | O | Änderung des Gesetzes über die obligatorische Gebäudeversicherung                                         | 69,85 %           | Angenommen |
| 25.11.2007 | O | Gesetz über die Umsetzung der NFA im Kanton Uri                                                           | 79,97 %           | Angenommen |
| 25.11.2007 | O | Tourismusgesetz                                                                                           | 48,96 %           | Abgelehnt  |
| 17.06.2007 | O | Kreditbeschluss für Investitions-, Renovations- und Unterhaltsarbeiten an der Kantonalen Mittelschule Uri | 67,88 %           | Angenommen |
| 11.03.2007 | O | Kantonales Umweltgesetz (KUG)                                                                             | 55,97 %           | Angenommen |

### 2006
| Datum      |   | Titel der Vorlage                                                                                              | Anteil Ja-Stimmen | Resultat   |
| ---------- | - | --- | ----------------- | ---------- |
| 26.11.2006 | O | Änderung der Verfassung des Kantons Uri (betreffend eingetragene Partnerschaft)                                | 58,73 %           | Angenommen |
| 26.11.2006 | O | Änderungen des Gesetzes über die direkten Steuern im Kanton Uri (StG)                                          | 72,19 %           | Angenommen |
| 26.11.2006 | O | Gesetz über die Berufs- und Weiterbildung (BWG)                                                                | 79,71 %           | Angenommen |
| 26.11.2006 | O | Gesetz über die Einführung des Bundesgesetzes über die eingetragene Partnerschaft gleichgeschlechtlicher Paare | 55,75 %           | Angenommen |
| 21.05.2006 | O | Volksinitiative «fünf Regierungsräte im Vollamt an Stelle von sieben im Nebenamt»                              | 25,31 %           | Abgelehnt  |
| 21.05.2006 | O | Volksinitiative «Wahl des Regierungsrats nach dem System der Verhältniswahl»                                   | 18,21 %           | Abgelehnt  |
| 12.02.2006 | O | Änderung der Personalverordnung (bezahlter Schwangerschafts- bzw. Mutterschaftsurlaub)                         | 29,27 %           | Abgelehnt  |

### 2005
| Datum      |   | Titel der Vorlage                                                                                    | Anteil Ja-Stimmen | Resultat   |
| ---------- | - | --- | ----------------- | ---------- |
| 25.09.2005 | O | Änderung des Baugesetzes des Kantons Uri (Aufhebung der Reklamesteuer)                               | 74,75 %           | Angenommen |
| 25.09.2005 | O | Gesetz über den Bevölkerungsschutz im Kanton Uri (BSG)                                               | 80,44 %           | Angenommen |
| 25.09.2005 | O | Kreditbeschluss für das Projekt über den Erwerb und die Erstellung des Sicherheitsfunknetzes POLYCOM | 67,18 %           | Angenommen |

### 2004
| Datum      |   | Titel der Vorlage                                                                | Anteil Ja-Stimmen | Resultat   |
| ---------- | - | -------------------------------------------------------------------------------- | ----------------- | ---------- |
| 28.11.2004 | O | Änderung des Gesetzes über die geheimen Wahlen, Abstimmungen und die Volksrechte | 47,09 %           | Abgelehnt  |
| 26.09.2004 | O | Gesetz über das Grundbuch                                                        | 76,57 %           | Angenommen |
| 16.05.2004 | O | Volksabstimmung der röm. kath. Landeskirche Uri                                  | 68,47 %           | Angenommen |

### 2003
| Datum      |   | Titel der Vorlage                                                                       | Anteil Ja-Stimmen | Resultat   |
| ---------- | - | --------------------------------------------------------------------------------------- | ----------------- | ---------- |
| 30.11.2003 | O | Änderung des Gesetzes über die geheimen Wahlen, Abstimmungen und die Volksrechte (WAVG) | 87,85 %           | Angenommen |
| 18.05.2003 | O | Änderung der Verordnung über die Strassenverkehrssteuern                                | 31,95 %           | Abgelehnt  |
| 09.02.2003 | O | Gesetz über den Ladenschluss und die Sonntagsruhe (LSG)                                 | 65,09 %           | Angenommen |
| 09.02.2003 | O | Kantonales Gesetz über den Umweltschutz (KGU)                                           | 41,52 %           | Abgelehnt  |

### 2002
| Datum      |   | Titel der Vorlage                                               | Anteil Ja-Stimmen | Resultat   |
| ---------- | - | --------------------------------------------------------------- | ----------------- | ---------- |
| 03.03.2002 | O | Kantonsbeitrag an die Lawinenverbauungen Geissberg – Gurtnellen | 88,49 %           | Angenommen |

### 2001
| Datum      |   | Titel der Vorlage                                              | Anteil Ja-Stimmen | Resultat   |
| ---------- | - | -------------------------------------------------------------- | ----------------- | ---------- |
| 02.12.2001 | O | Gesetz über den Ladenschluss und die Sonntagsruhe (LSG)        | 38,55 %           | Abgelehnt  |
| 02.12.2001 | O | Gesetz über die Urner Kantonalbank (UKGB)                      | 66,81 %           | Angenommen |
| 02.12.2001 | O | Änderung der Kantonsverfassung (betreffend Urner Kantonalbank) | 66,89 %           | Angenommen |

### 2000
| Datum      |   | Titel der Vorlage                                                                                             | Anteil Ja-Stimmen | Resultat   |
| ---------- | - | --- | ----------------- | ---------- |
| 24.09.2000 | O | Änderung der Verordnung über die Strassenverkehrssteuern                                                      | 38,04 %           | Abgelehnt  |
| 21.05.2000 | O | Änderung des Gesetzes über die direkten Steuern (StG) und des Gesetzes über die Grundstückgewinnsteuer (GStG) | 67,11 %           | Angenommen |
| 12.03.2000 | O | Gesetz über das Kantonsspital Uri                                                                             | 81,77 %           | Angenommen |
| 12.03.2000 | O | Änderung des Gesetzes über die geheimen Wahlen, Abstimmungen und die Volksrechte (WAVG)                       | 63,43 %           | Angenommen |

### 1999
| Datum      |   | Titel der Vorlage                                                      | Anteil Ja-Stimmen | Resultat   |
| ---------- | - | ---------------------------------------------------------------------- | ----------------- | ---------- |
| 24.10.1999 | O | Strassengesetz                                                         | 43,02 %           | Abgelehnt  |
| 24.10.1999 | O | Änderung der Kantonsverfassung zur Neuregelung des Gesetzesreferendums | 23,74 %           | Abgelehnt  |
| 13.06.1999 | O | Verordnung über Sparmassnahmen im Lohnbereich des Kantons Uri          | 52,07 %           | Angenommen |
| 13.06.1999 | I | Volksinitiative «für gleiche Wahlchancen (Wahlchancen-Initiative)»     | 15,98 %           | Abgelehnt  |